# Bahnhof Kihuhwi

Der Bahnhof Kihuhwi ist ein Bahnhof an der in den 1890er Jahren erbaute Usambarabahn, der ersten deutschen Eisenbahnstrecke im damaligen Deutsch-Ostafrika und im heutigen Tansania.
In der näheren Umgebung wird seit 1909 in einer Höhe von 200–250 m über dem Meeresspiegel Teakholz angebaut. 1916 gab es bereits 15 ha Teakholzplantagen. Außerdem gibt es dort zwei seit 1967 verstaatlichte Sisal-Anbaubetriebe.